# Nazionale maschile under 21 di calcio del Montenegro
La nazionale montenegrina di calcio Under-21 è la rappresentativa calcistica del Montenegro ed è posta sotto l'egida della Fudbalski Savez Crne Gore.
Partecipa al campionato europeo di categoria che si tiene ogni due anni.

## Partecipazioni ai tornei internazionali

### Europeo U-21
Fino al 2006 il Montenegro non aveva una propria nazionale in quanto lo stato montenegrino è stato parte integrante prima del Regno di Jugoslavia (1918 - 1945), poi della Repubblica Socialista Federale di Jugoslavia (1945 - 1992), successivamente della Repubblica Federale di Jugoslavia (1992 - 2003) ed infine di Serbia e Montenegro (2003 - 2006). Quindi fino al 1992 il Montenegro è stato rappresentato dalla Jugoslavia; successivamente è stato rappresentato dalla Serbia.
- 2009: Non qualificata
- 2011: Non qualificata
- 2013: Non qualificata
- 2015: Non qualificata
- 2017: Non qualificata
- 2019: Non qualificata
- 2021: Non qualificata
- 2023: Non qualificata